# SME Server
SME Server er en serverorienteret linuxdistribution, der primært henvender sig til små og mellemstore virksomheder (heraf navnet der er en forkortelse af Small and Medium sized Enterprise Server). SME Server kan med fordel benyttes af private.
SME Server kan installeres og konfigureres på mindre end et kvarter, hvorefter man har en Windowskompatibel filserver, samt web-, e-mail-, ftpserver, VPN, gateway, proxyfiltrering, antivirus, spamfilter og meget mere.
Den mest trivielle konfiguration, så som administrering af brugere, domæner med videre, foregår via et webinterface. Dette betyder at man som udgangspunkt skal administrere sin server fra en anden maskine, gennem en browser.
Med version 8 og opefter droppes support for i586 da SME er bygget på CentOS der har foretaget dette valg.
Skal man tro http://smolt.contribs.org/stats.html (Webside+ikke+længere+tilgængelig) er der per '20 Thu Jan 22 09:27:46 2009' blot 38 af næsten 20.000 servere online der benytter i586.
SME-distributionen var tideligere kendt som E-Smith.